# خوان پابلو راپونی
خوان پابلو راپونی (انگلیسی: Juan Pablo Raponi؛ زادهٔ ۷ مهٔ ۱۹۸۲) بازیکن فوتبال اهل آرژانتین است.
از باشگاه‌هایی که در آن بازی کرده‌است می‌توان به باشگاه فوتبال ریور پلاته، باشگاه فوتبال بانفیلد، باشگاه فوتبال پومفرادینا، باشگاه فوتبال آکسفورد یونایتد، و باشگاه فوتبال اونیورسیداد شیلی اشاره کرد.